# Коровинський заказник
Коровинський — ботанічний заказник місцевого значення в Україні. Площа 65,5 га. Оголошено територією ПЗФ 09.07.2009.
Територія заказника являє собою депресивне зниження серед борової тераси р. Сула на території Коровинської сільської ради, неподалік межі з Роменським районом. Тут зростають види рослин, занесені до Червоної книги України: пальчатокорінник м'ясочервоний і пальчатокорінник травневий та регіонально рідкісні види: білозір болотний.